# Hanneke de Zoete
Hanneke de Zoete (Bilthoven, 15 september 1981) is een Nederlandse vlogster en kinderboekenschrijfster, vooral bekend met haar Youtube-kanaal De Zoete Zusjes en de gelijknamige serie boeken.

## Levensloop
De Zoete was veertien jaar leerkracht op een basisschool, vanuit daar wist ze hoe belangrijk het is dat er leuke boeken voor kinderen zijn en zou ze zelf graag willen schrijven. In 2019 maakte De Zoete haar schrijversdebuut met het kinderboek Woensdagmiddag met de Zoete Zusjes.
De Zoete heeft twee dochters die samen met haar een YouTube-kanaal beheren onder de naam De Zoete Zusjes dat op 9 oktober 2024 ruim 711 duizend volgers telt. De kinderboeken die De Zoete schrijft gaan alle over verzonnen avonturen die De Zoete Zusjes beleven; de boeken zijn daarom ook gericht op de volgers en fans van haar dochters.
In juni 2021 won De Zoete met haar boek De Zoete Zusjes zoeken een schat de Prijs van de Nederlandse Kinderjury. In juni 2022 kreeg De Zoete voor het boek een Gouden Boek binnen het genre kinderboeken overhandigd, aangezien er sinds het verschijnen in 2020 meer dan 75.000 exemplaren waren verkocht. Met het boek De Zoete Zusjes moppenboek behaalde De Zoete in maart 2022 voor het eerst de eerste plek in de Nederlandse Bestseller 60.
In september 2021 kwam De Zoete met haar eerste kinderkook- en bakboek.

## Privé
De Zoete is getrouwd in 2004 en heeft drie kinderen; een zoon en twee dochters.

## Bestseller 60
| Boeken met noteringen in de Nederlandse Bestseller 60 | Jaar van verschijnen | Datum van binnenkomst | Hoogste positie | Aantal weken | Opmerkingen     |
| ----------------------------------------------------- | -------------------- | --------------------- | --------------- | ------------ | --------------- |
| Woensdagmiddag met de Zoete Zusjes                    | 2019                 | 26-06-2019            | 33              | 2            |                 |
| De Zoete Zusjes zoeken een schat                      | 2020                 | 27-05-2020            | 2               | 56           | Kinderjury 2021 |
| De Zoete Zusjes vieren Sinterklaas                    | 2020                 | 11-11-2020            | 3               | 19           |                 |
| De Zoete Zusjes gaan op vakantie                      | 2021                 | 21-04-2021            | 2               | 29           |                 |
| Het grote kook- en bakboek van de Zoete Zusjes        | 2021                 | 22-09-2021            | 9               | 12           |                 |
| De Zoete Zusjes vieren kerst                          | 2021                 | 10-11-2021            | 2               | 13           |                 |
| De Zoete Zusjes moppenboek                            | 2022                 | 02-03-2022            | 1(1wk)          | 74           |                 |
| De Zoete Zusjes houden van Holland                    | 2022                 | 20-04-2022            | 3               | 18           |                 |
| De Zoete Zusjes helpen de natuur                      | 2022                 | 07-09-2022            | 2               | 14           |                 |
| Aan tafel met de Zoete Zusjes                         | 2022                 | 26-10-2022            | 40              | 1            |                 |
| De Zoete Zusjes moppenboek 2                          | 2023                 | 08-03-2023            | 1(1wk)          | 45           |                 |
| De Zoete Zusjes lossen het op                         | 2023                 | 19-04-2023            | 2               | 30           |                 |
| De Zoete Zusjes gaan verhuizen                        | 2023                 | 06-09-2023            | 4               | 17           |                 |
| De Zoete Zusjes vieren Sinterklaas & Kerst omkeerboek | 2023                 | 18-10-2023            | 36              | 6            |                 |
| Feest met de Zoete Zusjes bakboek                     | 2023                 | 01-11-2023            | 49              | 1            |                 |
| Leren lezen met de Zoete Zusjes leeskoffer            | 2024                 | 31-01-2024            | 12              | 5            |                 |
| Lekker lezen met de Zoete Zusjes                      | 2024                 | 31-01-2024            | 46              | 3            |                 |
| De Stoute Broertjes moppenboek                        | 2024                 | 28-02-2024            | 4               | 27           |                 |
| De Zoete Zusjes logeren bij tante Taart               | 2024                 | 10-04-2024            | 1(1wk)          | 32           |                 |
| De Zoete Zusjes zijn de baas                          | 2024                 | 04-09-2024            | 3               | 22           |                 |
| Knutselen met de Zoete Zusjes: Vouwblaadjes           | 2025                 | 05-03-2025            | 27              | 2            |                 |
| De Zoete Zusjes op de boerderij                       | 2025                 | 16-04-2025            | 4               | 17           |                 |

- International Standard Name Identifier: 0000 0004 7666 4858
- Nederlandse Thesaurus van Auteursnamen: 422818399
- Virtual International Authority File: 27156218734104741027
- WorldCat: E39PCjCj7qbXtkPrcPHtTxTwkC